# Holetown
Holetown (formal St. James Town) este un oraș mic localizat în statul caraibian Barbados. El este cel mai mare oraș din parohia Saint James și se află pe coasta de vest a insulei.